# Écromagny
Écromagny ist eine französische Gemeinde mit 150 Einwohnern (Stand: 1. Januar 2022) im Haute-Saône in der Region Bourgogne-Franche-Comté. Die Bewohner werden Ecromagnons und Ecromagnonnes genannt.
Die Gemeinde erhielt 2022 die Auszeichnung „Eine Blume“, die vom Conseil national des villes et villages fleuris (CNVVF) im Rahmen des jährlichen Wettbewerbs der blumengeschmückten Städte und Dörfer verliehen wird.

## Geographie
Écromagny liegt auf einer Höhe von 477 m über dem Meeresspiegel, 14 Kilometer ostsüdöstlich von Luxeuil-les-Bains und etwa 36 Kilometer nordöstlich der Stadt Vesoul (Luftlinie). Das Dorf erstreckt sich im nordöstlichen Teil des Departements, in den südwestlichen Ausläufern der Vogesen, auf dem Plateau des Mille Étangs.
Die Fläche des 6,80 km² großen Gemeindegebiets umfasst einen Abschnitt der Plateaulandschaft am Westrand der Vogesen. Das Gebiet wird von einer Hochfläche eingenommen, die zum Plateau des Mille Étangs gehört. Das teils aus kristallinem Grundgestein, teils aus Buntsandstein der unteren Trias bestehende Plateau wurde während der Eiszeiten von Gletschern überformt. Die Landschaft ist deshalb in Kuppen und Mulden untergliedert. Sie zeigt ein lockeres Gefüge von Weideland und Wald, Heidelandschaften und Mooren. In Muldenlagen befinden sich zahlreiche kleine Seen, die überwiegend natürlichen Ursprungs sind und während der Eiszeit durch Gletscherschliff entstanden. Einige Weiher wurden von den Mönchen seit dem 11. Jahrhundert zur Fischzucht angelegt oder höher gestaut. Die größten Weiher auf dem Gemeindeboden sind der Étang Pellevin, der Étang le Long Faing und der Étang des Gouttes.
Die nördliche Abgrenzung bilden die Waldhöhen von Rang du Côte und Côte Meix. Mit 492 m wird hier die höchste Erhebung von Écromagny erreicht. In den Wäldern nordöstlich des Dorfes entspringt der Ruisseau de Chevigney (im weiteren Verlauf Ruisseau de la Mer), der nach Süden fließt und sich mit seiner Alluvialniederung allmählich in das Plateau eintieft. Die rund 500 m breite Talaue markiert abschnittsweise die östliche Grenze. Das gesamte Gemeindegebiet gehört zum Regionalen Naturpark Ballons des Vosges.
Zu Écromagny gehören verschiedene Gehöfte, darunter Les Noies Jean (454 m) östlich des Étang le Long Faing. Nachbargemeinden von Écromagny sind La Voivre und Faucogney-et-la-Mer im Norden, Ternuay-Melay-et-Saint-Hilaire im Osten, Mélisey im Süden sowie La Lanterne-et-les-Armonts im Westen.

## Geschichte
Im Mittelalter gehörte Écromagny zur Freigrafschaft Burgund und darin zum Gebiet des Bailliage d’Amont. Die lokale Herrschaft hatten die Herren von Faucogney inne. Das Kloster Lure besaß hier seit dem 15. Jahrhundert mehrere Teiche. Zusammen mit der Franche-Comté gelangte das Dorf mit dem Frieden von Nimwegen 1678 definitiv an Frankreich.

## Sehenswürdigkeiten

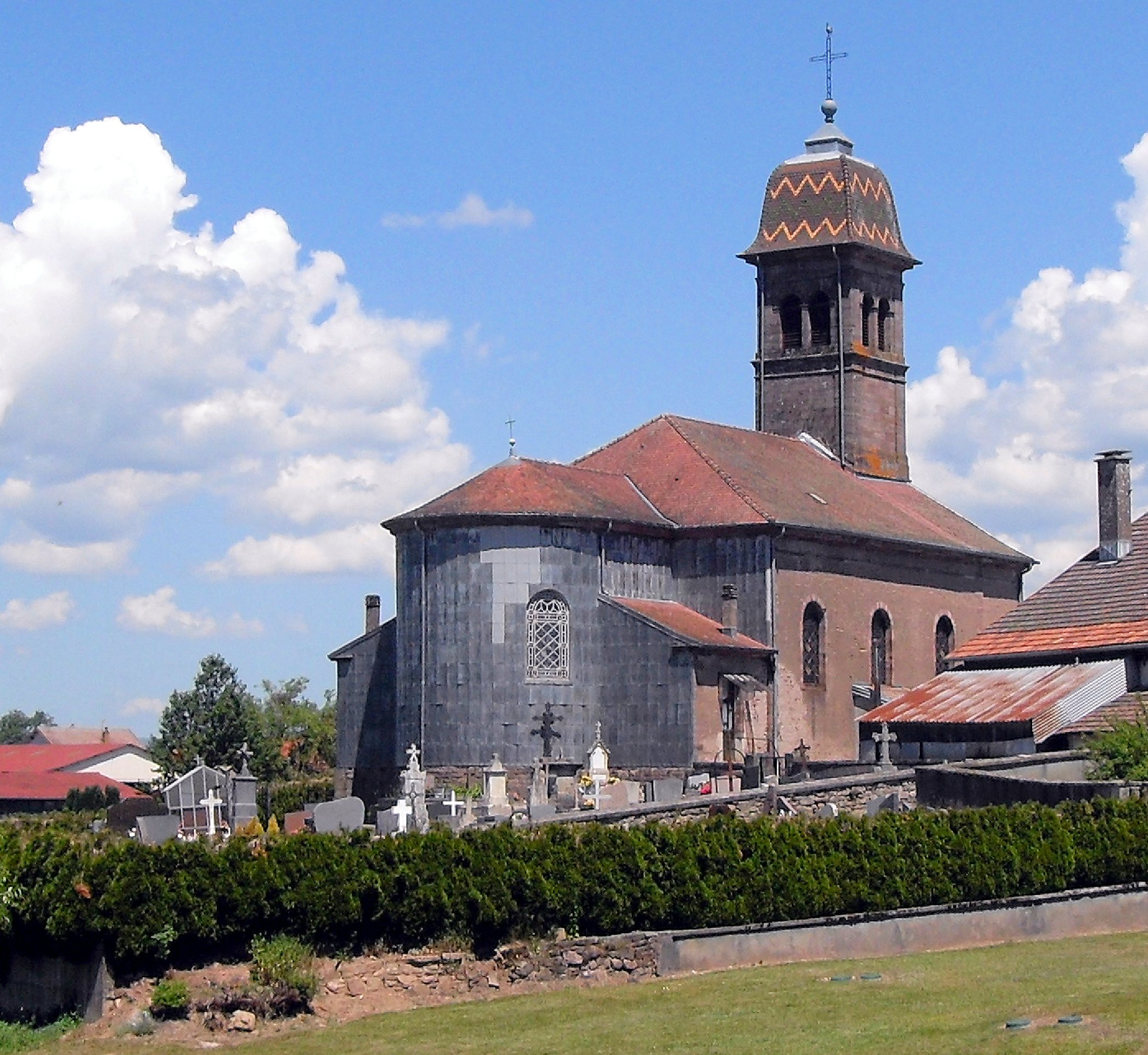
Kirche St. Martin

Die Dorfkirche von Écromagny wurde 1844 erbaut und beherbergt eine Statue des heiligen Martin aus dem 15. oder 16. Jahrhundert sowie ein Gemälde der Auferstehung Christi (19. Jahrhundert). Ihr Glockenturm mit seiner konvexen Kuppel (frz. dôme à l’impériale) ist typisch für Kirchtürme der Franche-Comté. Zu den weiteren Sehenswürdigkeiten zählen ein Haus mit Türmchen (16. Jahrhundert) und verschiedene Bauernhäuser aus dem 17. bis 19. Jahrhundert, die den traditionellen Stil der südwestlichen Vogesen zeigen.

## Bevölkerung
| Jahr                       | 1962 | 1968 | 1975 | 1982 | 1990 | 1999 | 2006 | 2020 |
| Einwohner                  | 209  | 176  | 150  | 152  | 158  | 175  | 177  | 152  |
| Quellen: Cassini und INSEE |      |      |      |      |      |      |      |      |

Mit 150 Einwohnern (1. Januar 2022) gehört Écromagny zu den kleinen Gemeinden des Département Haute-Saône. Nachdem die Einwohnerzahl in der ersten Hälfte des 20. Jahrhunderts deutlich abgenommen hatte (1886 wurden noch 373 Personen gezählt), wurden seit Beginn der 1970er Jahre nur noch relativ geringe Schwankungen verzeichnet.

## Wirtschaft und Infrastruktur
Écromagny ist noch heute ein vorwiegend durch die Landwirtschaft (insbesondere Viehzucht und Milchwirtschaft, daneben auch Ackerbau und Obstbau), die Forstwirtschaft und die Fischzucht geprägtes Dorf. Außerhalb des primären Sektors gibt es nur wenige Arbeitsplätze im Ort. Einige Erwerbstätige sind deshalb Wegpendler, die in den größeren Ortschaften der Umgebung ihrer Arbeit nachgehen.
Die Ortschaft liegt abseits der größeren Durchgangsachsen an einer Departementsstraße, die von Mélisey nach Faucogney-et-la-Mer führt. Weitere Straßenverbindungen bestehen mit Melay und La Lanterne.